# CYPRESS GIRLS
『CYPRESS GIRLS』(サイプレス ガールズ)は、Base Ball Bearのメジャー3.5枚目のアルバムであり、1枚目のコンセプトアルバム。

## 解説
- 前作『(WHAT IS THE)LOVE & POP?』から約1年ぶりのリリース。
- Base Ball Bearとして初のコンセプト・アルバムである。
- 『DETECTIVE BOYS』と同時発売。
- メジャーデビュー後、初のセルフプロデュースとなっており、隅々まで小出祐介の意思に基づいて制作されている。小出曰く「今までの音源では説明できなかった部分、Base Ball Bearの根底にあるものを見せるための2枚」。
- 通常のレコーディングスタジオではなく、設備の少ないリハーサルスタジオでレコーディングされている。これは、通常のレコーディングスタジオでは設備が充実しすぎており、小出が制作の隅々までを把握することができないため。
- 『DETECTIVE BOYS』と共に、公開プリプロダクションと位置付けられている。
- 収録曲にはそれぞれ副題が付いている。
- オリコンチャートの2010年10月5日付週間CDアルバムランキングでは、1万648枚を売り上げ10位にランクインした。

## 収録曲
| 全作詞・作曲: 小出祐介、全編曲: Base Ball Bear。 |                                                                                     |          |            |      |
| #                                                | タイトル                                                                            | 作詞     | 作曲・編曲 | 時間 |
| 1.                                               | 「十字架You and I」(副題 My Cross To Bear, Your Cross To Bear, Their Cross To Bear) | 小出祐介 | 小出祐介   | 3:34 |
| 2.                                               | 「BAND GIRL'S SPIRAL DAYS」(副題 Spinning Staircase, Soda Sadness)                  | 小出祐介 | 小出祐介   | 3:43 |
| 3.                                               | 「Shine On You Cypress Girl」(副題 You Deserve To Sparkle)                          | 小出祐介 | 小出祐介   | 2:44 |
| 4.                                               | 「beautiful wall（DUB）」(副題 Door With No Handle)                                 | 小出祐介 | 小出祐介   | 5:25 |
| 5.                                               | 「kamiawanai」(副題 僕の声)                                                         | 小出祐介 | 小出祐介   | 7:20 |
| 6.                                               | 「kimino-me」(副題 Cloud Only Love My Self Through Your Eyes)                       | 小出祐介 | 小出祐介   | 5:17 |
| 7.                                               | 「檸檬タージュ」(副題 Precious Now Those Days, All A Blur)                          | 小出祐介 | 小出祐介   | 4:29 |
| 8.                                               | 「Project Blue」(副題 胸いっぱいの、青を)                                           | 小出祐介 | 小出祐介   | 6:25 |
| 合計時間:                                        | 合計時間:                                                                           | 38:57    |            |      |

### 楽曲について
1. 十字架You and I
  - 副題は「My Cross To Bear, Your Cross To Bear, Their Cross To Bear」
  - 神風動画によってMVが制作されている。MVはYouTubeにて先行公開された。
  - 歌詞中の「首縊り坂の病院」は、横溝正史の小説で金田一耕助最後の事件として知られる『病院坂の首縊りの家』から。
2. BAND GIRL'S SPIRAL DAYS
  - 副題は「Spinning Staircase, Soda Sadness」
  - 小出曰く「「十字架You and I」の詞世界の延長線上にある曲」。
  - YouTubeにて曲の一部が先行公開された。
3. Shine On You Cypress Girl
  - 副題は「You Deserve To Sparkle」
  - 音源では初めて堀之内のコーラスが収録されている。
  - レコーディングで湯浅のギターがしっくりせず、3回録り直している。
4. beautiful wall（DUB）
  - 副題は「Door With No Handle」
  - ダブ調の曲。元々は「Shine On You Cypress Girl」に似て爽やかな曲調であったが、小出曰く「爽やかさが嫌になり、こねまわしまくった結果ダブになった」。
  - 3rdフルアルバム「(WHAT IS THE)LOVE & POP?」の制作時、制作作業の終盤までこの曲のダブではない純粋な原曲デモが収録されていた。だがリリースされている3rdフルアルバムには原曲にあたる曲は収録されていない。
5. kamiawanai
  - 副題は「僕の声」
  - 3.5thアルバム曲の中で、最後に完成した曲。
  - この曲について、小出は「自分の抱えている"違和感"について、楽曲という集合体で表現したかった」と語っている。
6. kimino-me
  - 副題は「Cloud Only Love My Self Through Your Eyes」
  - 山口一郎（サカナクション）をゲストボーカルとして迎えた。
  - 曲・詞共にサカナクションを意識しており、小出曰く「物まねのご本人登場」がテーマ。しかし、山口には「歌ってみたけど、全然僕じゃなかった」と言われている。
  - 小出自身が監督を務めたMVが制作されており、その一部がYouTubeにて先行公開された。
  - 曲の前半はモノラルであるが、山口が歌い始める所からステレオになる。
  - タイトルは「君の目」と「君の僕」のダブルミーニングとなっている。
7. 檸檬タージュ
  - 副題は「Precious Now Those Days, All A Blur」
  - 小出の同名の詩集『檸檬タージュ』の冒頭に書き下ろされた詩が元になっている。
  - 小出曰く「「夕方ジェネレーション」のちょっとしたアンサーソング」
8. Project Blue
  - 副題は「胸いっぱいの、青を」
  - アウトロのコーラスを逆再生すると、歌詞が聞き取ることができる。
  - タイトルは、ウルトラセブン第19話のサブタイトル「プロジェクト・ブルー」から。